# Bartolomeo Massei
Bartolomeo Massei (Montepulciano, 2 de janeiro de 1663 - Ancona, 20 de novembro de 1745) foi um cardeal do século XVIII

## Nascimento
Nasceu em Montepulciano em 2 de janeiro de 1663. De família nobre. Terceiro dos três filhos de Lorenzo Massei. Os outros irmãos eram Nicolea e Tommaso ( gonfaloneiro de Montepulciano). Ele também está listado como Bartholomaeus Massaeus. Tio do cardeal Paolo Massei (1785).

## Educação
Estudou na Universidade de Pisa (doutorado in utroque iure , direito canônico e civil, 29 de maio de 1683).

## Início da vida
Depois de terminar seus estudos, ele foi para Roma. Com a ajuda de Pomponio de Vecchis, famoso advogado, foi admitido na corte do Cardeal Gianfrancesco Albani, futuro Papa Clemente XI. Ele primeiro foi nomeado coppiere ; e mais tarde, mestre de câmara.

## Ordens sagradas
Recebeu o subdiaconato em 23 de setembro de 1702; e o diaconato em 23 de dezembro de 1702.

## Sacerdócio
Ordenado em 7 de abril de 1703. Cônego da patriarcal basílica vaticana em 21 de dezembro de 1712. Por volta de 1715, foi nomeado coppiere papale prior de S. Maria na Via Lata, Roma, que mais tarde trocou por um canonicato da basílica patriarcal da Libéria, Roma. Em 1712, ele trouxe para Milão o barrete vermelho para o novo cardeal Agostino Cussani, bispo de Pavia. Quando em 1714 a princesa Violante Beatrice di Baviera, viúva do grão-duque Fernando da Toscana, foi visitar o Santuário de Loreto, Mons. Massei foi ordenado pelo papa a ir até a fronteira do Estado Pontifício para receber e auxiliar a princesa. Ele trouxe o barrete vermelho para o novo cardeal Henri-Pons de Thiard de Bissy, bispo de Meaux, para Paris em 1715; ao mesmo tempo, foi encarregado pelo papa de tratar de assuntos sérios na corte francesa, principalmente a respeito da bula apostólica Unigenitus Dei Filius; permaneceu em Paris até a morte do rei Luís XIV em 1º de setembro de 1715. Pró-mestre da câmara papal, 1717. Referendário dos Supremos Tribunais da Assinatura Apostólica da Justiça e da Graça, 22 de julho de 1717. Em dezembro de 1719 , foi a Paris para levar o barrete vermelho ao novo cardeal Cornelio Bentivoglio, núncio na França; ele permaneceu em Paris cuidando dos assuntos de Roma; enquanto estava naquela cidade em 1721, recebeu a notícia de sua promoção ao episcopado e nomeação como núncio extraordinário na França e mestre de câmara do papa.

## Episcopado
Eleito arcebispo titular de Atena, em 3 de fevereiro de 1721. Consagrado, em 23 de março de 1723, catedral de Meaux, pelo cardeal Henri-Pons Thiard de Bissy, bispo de Meaux. Núncio extraordinário na França, 4 de fevereiro de 1721. Nomeado núncio ordinário na França pelo novo Papa Inocêncio XIII em 27 de agosto de 1722. Representante da Santa Sé no Congresso de Paz de Cambrai, 15 de setembro de 1722; em 16 de fevereiro de 1723, foi ordenado a protestar contra a eventual investidura aos ducados de Parma e Piacenza; renomeado em 31 de julho de 1724. Ele trabalhou arduamente pela paz e união do clero galicano, obtendo a aceitação do cardeal Louis-Antoine de Noailles, arcebispo de Paris, da bula papal Unigenitus Dei Filius. Enquanto ocupava a nunciatura francesa, recusava constantemente os inúmeros benefícios que o rei e seus ministros lhe ofereciam. Representante da Santa Sé no Congresso de Paz de Soissons, 3 de julho de 1728. Logo após sua eleição para o pontificado, o Papa Clemente XII o chamou de volta a Roma; enquanto estava a caminho de Marselha, recebeu a notícia de sua promoção ao cardinalato.

## Cardinalado
Criado cardeal sacerdote no consistório de 2 de outubro de 1730; com um breve apostólico de 3 de outubro de 1730, o papa lhe enviou o barrete vermelho; recebeu o chapéu vermelho em 18 de dezembro de 1730; e o título de S. Agostino, 8 de janeiro de 1731. Legado na Romagna, 11 de dezembro de 1730; nomeado superintendente de Waters na Romagna, em 12 de janeiro de 1731. deixou Ravenna em 28 de fevereiro de 1735. Transferido para a sé de Ancona, com título pessoal de arcebispo, em 21 de maio de 1731. Ele restaurou o palácio episcopal tanto na cidade quanto em o país; drenava as águas que infectavam o campo tornando-o fértil e produtivo; forneceu novos ornamentos à sua catedral; e pavimentar a praça principal com novas pedras e abrir uma nova rua que tornou o acesso à praça mais rápido e fácil. Ele visitou toda a diocese. Ele emitiu excelentes decretos para a reforma dos trajes e introduziu os piaristas na cidade. Durante a passagem por Ancona das tropas espanholas e da frota inglesa agiu com tal prudência que ninguém sofreu nenhum dano. Participou no conclave de 1740, que elegeu o Papa Bento XIV.

## Morte
Morreu em Ancona em 20 de novembro de 1745. Exposto e enterrado na catedral de Ancona, com uma inscrição muito simples que ele mesmo compôs. O povo de Ancona ergueu um monumento à sua memória no palazzo della Ragione , composto por seu busto em mármore branco com uma elegante inscrição.